# Ofensiva Uman–Botoșani
Ofensiva Uman–Botoșani (Уманско-ботошанская наступательная операция) a fost o parte a Ofensivei Nipru–Carpați, realizată de către Armata Roșie în vestul RSS Ucrainene împotriva Grupului de Armate Sud germano-român. Operațiunea a avut succes, divizând Grupul de Armate inamic în două părți și permițând Armatei Sovietice să avanseze către râurile Nistru și Prut din estul României.

## Obiective operaționale
Operațiunea a fost executată de către forțele Frontului 2 Ucrainean în timpul celui de-al Doilea Război Mondial, din 5 martie până în 17 aprilie 1944. Scopul operațiunii a fost provocarea unei înfrângeri zdrobitoare a Grupului german Uman, divizarea trupelor Grupului de Armate Sud și ocuparea sud-vestului Ucrainei. După finalizarea Ofensivei Korsun–Șevcenkovski, forțele principale ale Frontului 2 Ucrainean (comandat de mareșalul Ivan Konev) s-au confruntat cu Armata a 8-a din cadrul Grupului de Armate Sud (comandat de feldmareșalul Erich von Manstein). La începutul operațiunii, trupele sovietice aveau o superioritate numerică de 1,5 la 1 și o superioritatea a artileriei de numerică de 2,5 la 1, în timp ce-și menținea paritatea cu inamicii germani în ceea ce privea forțele aeriene.

## Plănuirea
Scopul acestei operațiuni stabilit de Stavka (Marele Cartierul General al Armatei Sovietice) a fost distrugerea Armatei a 8-a, divizarea frontului Grupului de Armate Sud și tăierea căilor de retragere ale Armatei 1 Panzer în direcția sud, contribuind la realizarea obiectivului Frontului 1 Ucrainean de înfrângerea a trupelor germane din calea sa.
Principalul efort ofensiv urma să fie realizat din zonele de așteptare de la Vinograd, Zvenîhorodka și Șpola în direcția Uman de către forțele Armatelor 2, 4, 5, 27 și 52 și ale Armatei 6 Blindate (415 tancuri și 147 de tunuri autopropulsate), susținute de Armata 5 Aeriană. Armatele 5 și 7 Gardă urmau să realizeze atacuri de sprijin din regiunea Kirovograd în direcția Novoukrainka. În timpul pregătirii operațiunii, consiliile militare ale Frontului și armatelor au acordat o atenție considerabilă mobilizării și coeziunii personalului militar pentru depășirea dificultăților datorate rasputiței, a condițiilor meteorologice nefavorabile și a necesității luării cu asalt a numeroaselor puncte de trecere ale râurilor, care urmau să împiedice mobilitatea operațională.

## Ofensiva

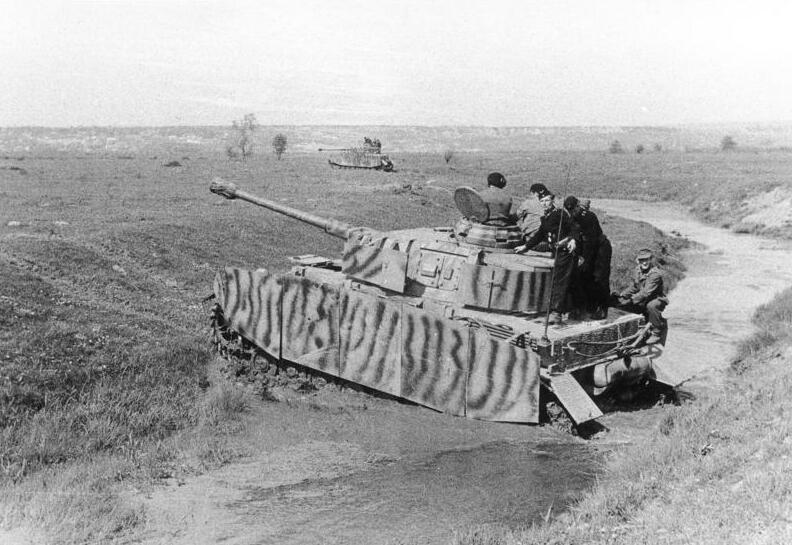
Tancurile Panzer IV deplasându-se pe câmpiile largi din Ucraina, în ianuarie 1944

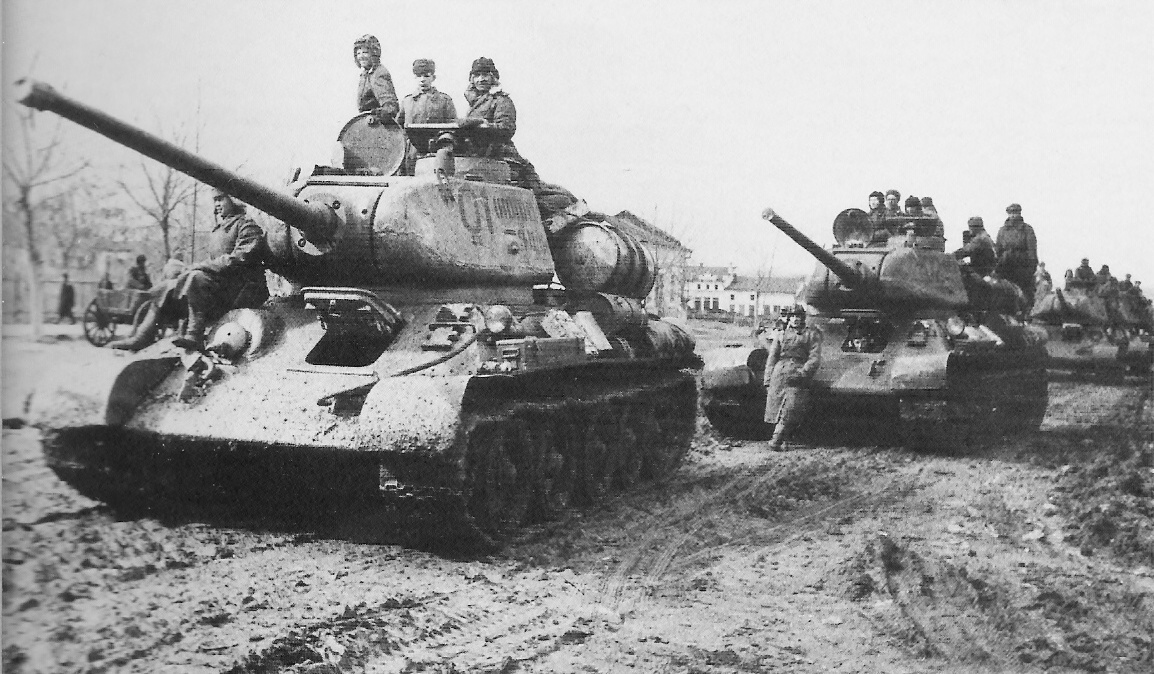
Tancuri sovietice T-34/85 oprite în timpul înaintării, 1944

Operațiunea a început pe 5 martie pe un sector de front lung de 175 km între Dnipropetrovsk (Dnepropetrovsk) și Bila Țerkva (Belaea Țerkovi), după un puternic baraj de artilerie și s-a desfășurat cu succes. În scopul de a crește forța de impact și de a dezvolta ofensiva în direcția principală, Armatele 2 și 5 Blindate au fost introduse în ofensivă chiar din prima zi. Deja în cea de-a treia zi a ofensivei s-a realizat traversarea râului Hirskî Tikîci (Gornîi Tikici), fără pauză, a fost depășită ultima linie de apărare deținută de trupele germane pe drumul spre Bugul de Sud și s-a pornit în urmărirea forțelor germane care se retrăgeau. Armata 6 Blindate a înaintat în spatele Armatelor 2 și 5 Blindate. După capturarea orașului Uman pe 10 martie, detașamentele înaintate au ajuns la râul Bugul de Sud. Trecerea râului a fost realizată pe un front de 100 km, iarăși fără pauză, prin punctele de trecere capturate și, de asemenea, pe poduri de pontoane, cu bărci și cu alte mijloace improvizate.
În scopul de a menține o viteză mare de înaintare în timpul ofensivei, Armata 6 Blindate a fost introdusă în luptă după traversarea Bugului de Sud. În acest moment, armatele de blindate au continuat să avanseze către Nistru. Pe 17 martie, unitățile militare sovietice ce avansau pe aripa dreaptă a Frontului au capturat capetele de pod de pe malul drept al Nistrului la sud de Moghilău (Mohîliv-Podilskîi, Moghilev-Podolski).
Unitățile sovietice au intrat apoi pe teritoriul RSS Moldovenești. Ca urmare a ofensivei, Fronturile 1 și 2 Ucrainean au divizat Grupul de Armate Sud în două părți. Armata 8 Germană a fost separată de Armata 1 Panzer și a fost repartizată Grupului de Armate A. Efortul principal al Frontului 2 Ucrainean a fost transferat acum împotriva acestui grup de armate, pe care trupele sovietice l-au atacat puternic dinspre sud. A apărut o oportunitate pentru Frontul 2 Ucrainean de a ataca în direcția sud pentru a tăia căile de retragere ale grupului de armată german dincolo de Nistru și de a-l distruge în cooperare cu Frontul 3 Ucrainean.
Armata a 40-a a Frontului 2 Ucrainean, care înainta de-a lungul malului de est al Nistrului, a primit misiunea de a tăia căile de retragere către sud ale Armatei 1 Panzer, colaborând cu trupele Frontului 1 Ucrainean în eliminarea încercuirii trupelor germane de la Camenița (Kameneț-Podolsk) (vezi Ofensiva Proskurov-Cernăuți). Deviind o încercare de contraatac german la Hotin, ei au presat trupele inamice de la capul de pod de pe Nistru, iar armatele 27 și 52 împreună cu detașamentele armatelor 2 și 6 blindate au înaintat către râul Prut și pe 26 martie au ajuns la frontiera de stat a URSS, la 85 km nord de Ungheni.
În noaptea de 28 martie, în timp ce se aflau în urmărirea inamicului ce se retrăgea, forțele Frontului 2 Ucrainean au realizat un alt asalt asupra punctelor de trecere ale râului Prut, transferând operațiunile militare pe teritoriul României. Spre mijlocul lunii aprilie aripa dreaptă a forțelor Frontului 2 Ucrainean a ajuns la munții Carpați, după ce a capturat orașul Botoșani, trupele centrale s-au apropiat de Iași dinspre nord, în timp ce aripa stângă s-a deplasat înspre sud către Chișinău.
În speranța de a salva aripa sudică a grupului său de armate de la dezintegrarea completă, comandamentul german a mutat 18 divizii și 3 brigăzi, ultima sa rezervă strategică de pe sectorul sudic, către această parte a frontului. Trupele Frontului 2 Ucrainean s-au confruntat astfel cu creșterea rezistenței, iar la mijlocul lunii aprilie au fost nevoite să treacă în defensivă și să se retragă la Dubăsari, la nord de Iași și la aproximativ 60 de km sud de Botoșani.

## Rezultatul
Ca urmare a Ofensivei Uman-Botoșani, Grupul de Armate Sud a fost divizat în două părți. Partea de nord a fost regrupată ca Grupul de Armate Ucraina de Nord și plasată sub comanda mareșalului Walter Model. Partea de sud a devenit Grupul de Armate Ucraina de Sud, sub comanda generalului Ferdinand Schörner. Zece divizii ale Axei au suferit pierderi umane masive (50-75% din personal), iar o mare parte din echipamentul greu a fost pierdut în perioada retragerii. În cursul ofensivei forțele sovietice au avansat circa 200-250 km, ocupând părți semnificative din vestul Ucrainei și din Moldova, și au pătruns în regiunea de nord-est a României.
Ofensiva sovietica a fost oprită în Bătălia de la Târgu Frumos, care a stabilizat linia frontului până în august, când sovieticii și-a reînnoit eforturile, organizând Ofensiva Iași–Chișinău și reluându-și înaintarea către vest.
În timpul ofensivei, au fost capturate orașele Uman, Vapniarka, Pervomaisk și Novoukrainka. Aceasta a fost prima ofensivă în care au fost folosite simultan trei armate de blindate ca principală forță de înaintare pe un sector îngust de front, în condițiile dificile ale producerii inundațiilor de primăvară și ale rasputiței. Unitățile sovietice au efectuat mai multe asalturi consecutive asupra punctelor de trecere peste șase râuri importante, fără pauză: Gornîi Tikaci, Bugul de Sud, Nistru, Răut, Prut și Siret, hărțuind și producând dezordine în rândul trupelor germane care se retrăgeau din Ucraina centrală și de est.

## Analiză
Această operațiune a demonstrat creșterea mobilității armatelor sovietice și dorința fermă de a pătrunde cât mai adânc în teritoriile ocupate de inamic pentru a sparge unitatea organizatorică a forțelor germane. Operațiunea a fost caracterizată printr-un control flexibil, un răspuns rapid al comandamentelor la schimbările de situație și o coordonare clară între forțele terestre și forțele aeriene. Trupele sovietice au arătat că au atins un grad ridicat de competență militară în desfășurarea operațiunilor, în special în luarea cu asalt a punctelor de trecere ale râurilor.